# Aleksandar Kovacevic
Aleksandar Kovacevic (født 29. august 1998 i New York City, USA) er en professionel tennisspiller fra USA.